# السفاحون الأربعة في فترة باكوماتسو

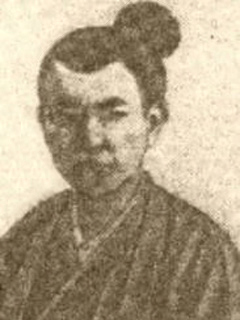

السفاحون الأربعة في فترة باكوماتسو 幕末四大人斬り (نطقا: باكوماتسو شيداي هيتوكيري) كان مصطلحا أطلق على أربعة ساموراي في فترة باكوماتسو من تاريخ اليابان، هؤلاء هم كاواكامي غنساي، كيرينو توشياكي (المعروف أيضا باسم ناكامورا هانجيرو)، تاناكا شيبيي، وأوكادا إيزو. ناهض الأربعة نظام توكوغاوا شوغون (وبعدها ناصروا الإمبراطور ميجي)، كانوا نخبة المقاتلين وعدوا أناسا لا يمكن للأشخاص العاديين هزيمتهم، المعنى لكلمة هيتوكيري حرفيا هو «السفاح».
إضافة إلى لقب هيتوكيري، لقب هؤلاء الأربعة «الجزارون الأربعة» 四大肉屋 (نطقا: شيداي نيكويا)، أو «العقاب السماوي على أعداء الثورة الإمبراطوية» 帝国復帰の敵に対する天誅 (نطقا: تيكوكو فوكي نو تكي تايسورو تنتشو)، أغلبهم أتى من مقاطعتي تشوشو وساتسوما المعروفتان بمعارضة نظام شوغون في ذلك الوقت.

## في فنون القصص
- هيتوكيري (تنتشو) فيلم عام 1969 من إخراج هيديو غوشا.
- سلسلة مانغا وأنمي روروني كنشين، بطلها شخصية هيمورا كنشين المبنية على كاواكامي غنساي.

## اقرأ أيضا
- كاواكامي غنساي
- إيشين شيشي
- باكوماتسو
- نظام توكوغاوا شوغون
- استعراش ميجي